# Adaptador

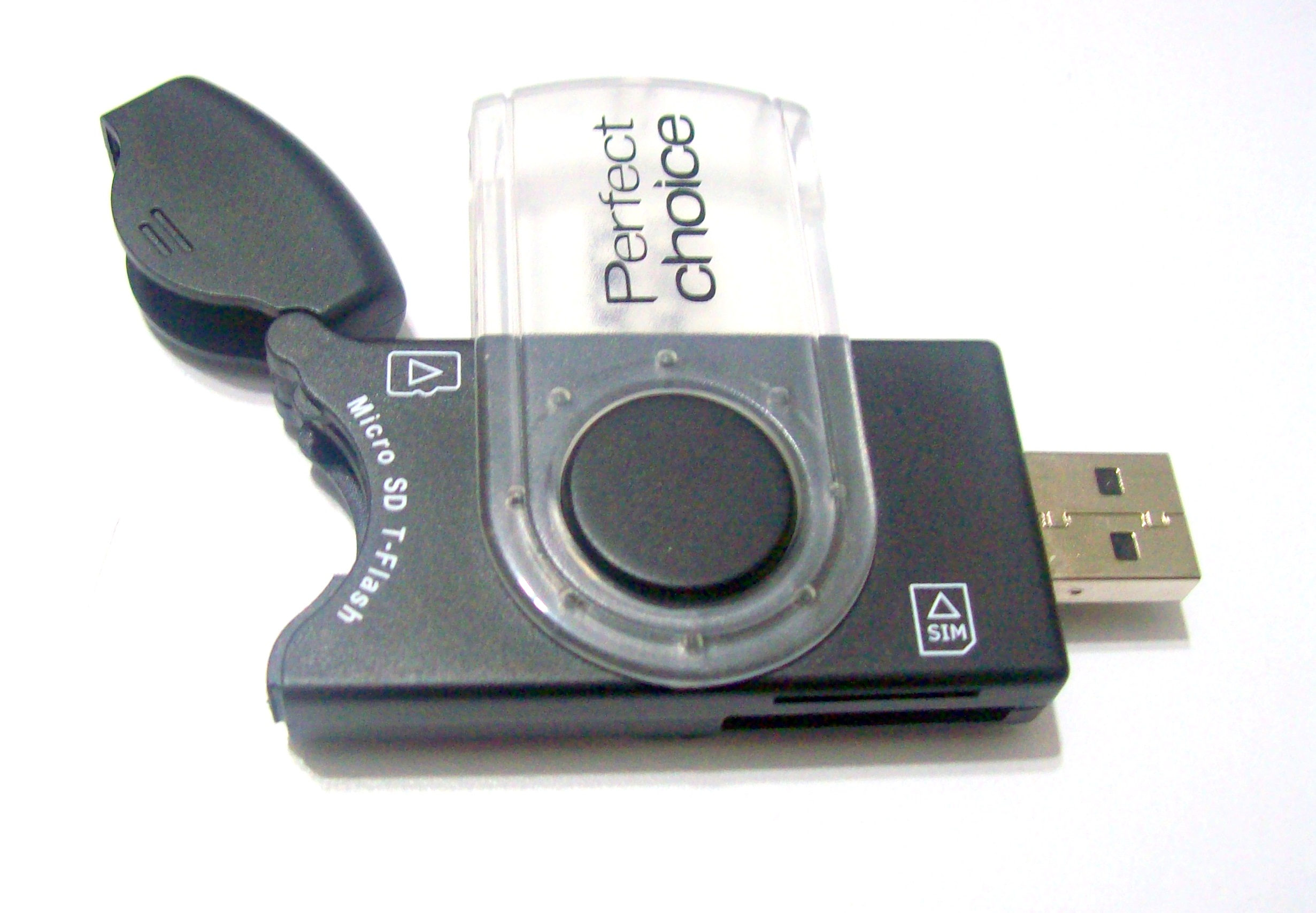
Adaptador SD Card - USB

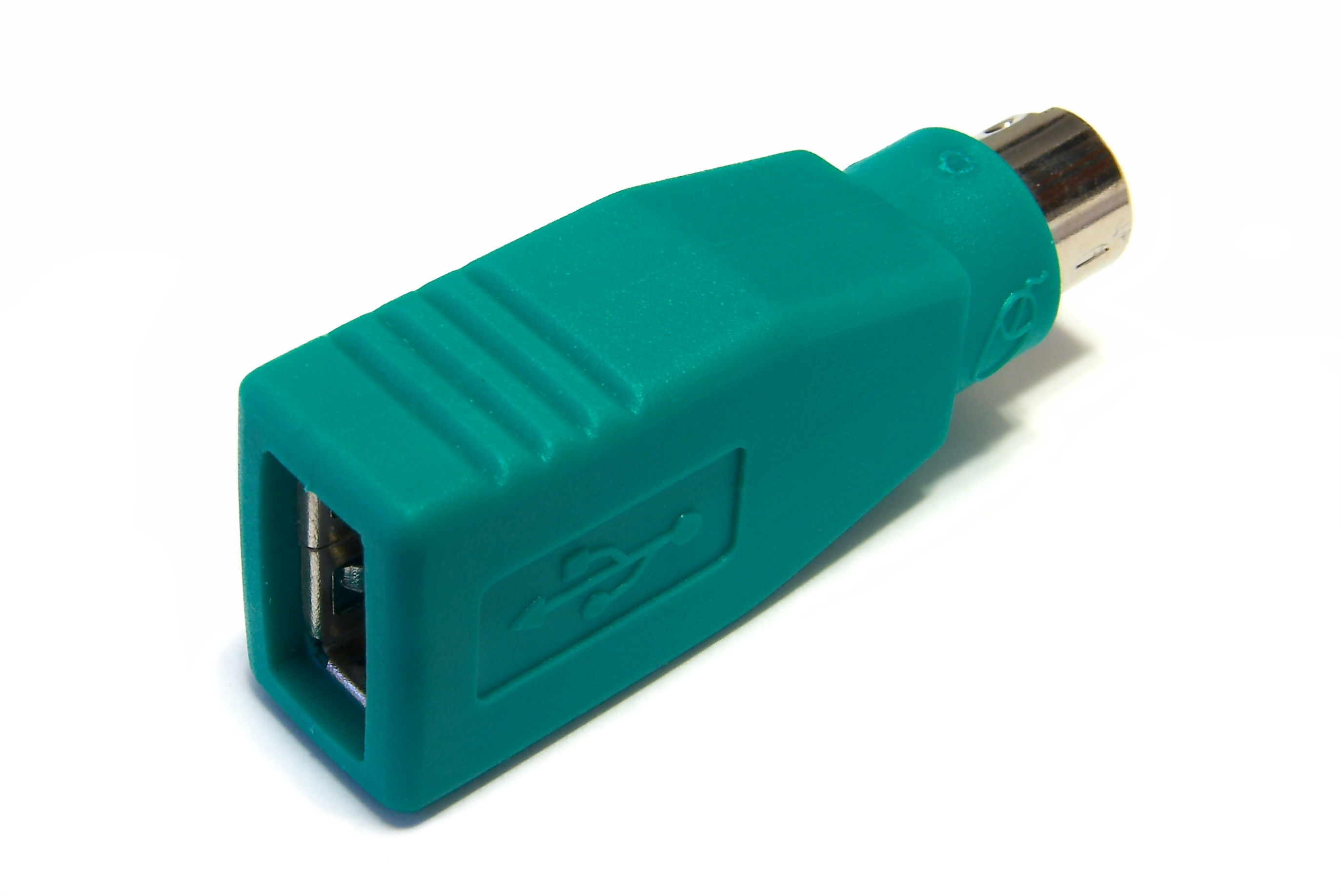
Adaptador USB para PS2

Em computação, adaptador é um dispositivo de hardware ou componente de software, que converte dados transmitidos de uma forma de apresentação para outra. A apresentação de dados pode ser, por exemplo, uma mensagem enviada entre objetos em uma aplicação, ou um pacote enviado através de uma rede.
Em um computador pessoal moderno, quase todos os dispositivos periféricos, utilizam um adaptador para comunicar-se com o barramento do sistema, por exemplo:
- Adaptador de vídeo, usado para transmitir sinal ao monitor.
- Adaptadores USB (Universal Serial Bus) para impressoras, teclados e mouses, entre outros.
- Adaptador de rede exigido para conexão em qualquer rede.
- Adaptador de barramento de host, para conectar discos rígidos e outros dispositivos de armazenamento.

Um conceito de adaptador não pode ser confundido com um cartão de expansão. Apesar de que todo cartão de expansão implemente normalmente algum tipo de adaptador, muitos outros adaptadores em um PC moderno estão embutidos na placa mãe.
Um adaptador de componente de software é um tipo de software que está logicamente localizado entre dois componentes de software e reúne as diferenças entre eles.
Em programação, o padrão de projeto adaptador (frequentemente referido como padrão wrapper ou simplesmente um wrapper) é um padrão de projeto para adaptar uma interface de uma classe em outra interface que um cliente espera.

## Adaptadores de recurso
Adaptadores de recurso são usados para recuperar e rotear dados. Eles fornecem acesso à bancos de dados, arquivos, sistemas de mensagens, aplicações corporativas e outras fontes e destinos de dados. Cada adaptador inclui um conjunto de comandos adaptadores que podem ser usados para personalizar sua operação. Comandos adaptadores especificam diferentes filas e gerenciadores de filas, mensagens específicas por ID de mensagem, conjuntos específicos de mensagens com o mesmo ID de mensagem, descritores de mensagem nos dados e mais.
Adaptadores de recursos respondem à questão "De onde os dados deveriam vir?" e "Para onde os dados vão?".
Os adaptadores de recurso fornecidos com muitos produtos de integração habilitam a transformação de dados e o reconhecimento de comportamento específico de adaptador em sistemas diferentes e estruturas diferentes.